# Benaoján
Benaoján település Spanyolországban, Málaga tartományban. Benaoján Alpandeire, Jimera de Líbar, Cortes de la Frontera, Villaluenga del Rosario, Montejaque és Ronda községekkel határos. Lakosainak száma 1428 fő (2024).

## Népesség
A település népessége az elmúlt években az alábbi módon változott:
| Lakosok száma | 1623 | 1628 | 1632 | 1604 | 1543 | 1523 | 1497 | 1476 | 1459 | 1428 |
|               | 2001 | 2004 | 2007 | 2009 | 2012 | 2014 | 2017 | 2019 | 2022 | 2024 |